# Nordostafrikanischer Mauergecko
Der Nordostafrikanische Mauergecko (Tarentola fascicularis) ist eine Art der Geckos und lebt in Nordafrika. Sie galt ehemals als Unterart des Mauergeckos.

## Merkmale
Die Art erreicht eine Kopf-Rumpf-Länge von bis zu 9,7 cm. Gedrungene Gestalt mit abgeflachtem Kopf, Rumpf und Schwanz. Der Kopf ist relativ groß und hinter den Augen verbreitert. Die Schnauze ist stumpf gerundet. Die großen Augen zeigen bei Helligkeit eine gelbliche Iris und eine gewellt-spaltförmige Pupille, bei Dunkelheit ist diese fast rund. Rücken und Schwanzoberseite mit kräftigen, in Längsreihen angeordneten, deutlich gekielten Höckerschuppen, sogenannten Tuberkelschuppen, die sich unregelmäßig angeordnet auch an den Kopfseiten finden. Zwischen den Tuberkelschuppen liegen kleinere flache Körnerschuppen. Am regenerierten, uniform aussehenden Schwanz fehlen die Tuberkelschuppen. Die gesamte Unterseite der Zehen ist jeweils zu einer ovalen Haftscheibe verbreitert und auf voller Länge mit Querreihen ungeteilter Haftlamellen besetzt. Die Grundfärbung der Körperoberseite ist hell gelblich-grau. Darauf finden sich 4–5 dunkle Querbinden, die aber oftmals zu paarigen Flecken reduziert sind. Die Unterseite ist weißlich.

## Verwechslungsarten
Die Geckos der T. fascicularis/deserti-Gruppe sind heller und mehr bräunlich gefärbt als die grau erscheinenden Vertreter der T. mauritanica-Gruppe. Bei T.fascicularis weisen die Rückentuberkel neben einem zentralen Kiel zahlreiche sternförmig vom First abzweigende Kiele auf, die mit einer Lupe zu sehen sind. Bei europäischen Individuen von T. mauritanica dagegen weisen die Rückentuberkel lediglich einen mehr oder weniger kräftigen zentralen Kiel auf.

## Verbreitung und Lebensraum
Das Verbreitungsgebiet reicht von Mitteltunesien bis Ägypten (östlich bis in den Norden der Sinaihalbinsel). In Europa lebt die Art nur auf den zu Italien gehörenden Inseln Lampedusa und Conigli. Verschleppt wurde sie außerdem auf die griechischen Inseln Zakynthos und die Strofades.
Die Art lebt vorwiegend in Küstengebieten mit mediterranem Klima, wurde aber auch im Hinterland nachgewiesen (in Ägypten westlich des Nil-Deltas bis 80 km ins Landesinnere reichend). In Nordafrika findet man sie in Wüsten, mit felsigen Lebensräumen (Steinhaufen, Felswände), sowie an Mauern, alten Gebäuden, Ruinen und unter Straßenbrücken. Gelegentlich auch auf Büschen und Bäumen, z. B. Akazien.

## Lebensweise
Vermutlich ganzjährig aktiv. Überwiegend nachtaktiv, besonders mit Einbruch der Dunkelheit oder kurz davor. An kühlen Tagen können sich sonnende Tiere auch tagsüber beobachtet werden.

## Gefährdung
Die Art ist in ihrem Areal an vielen Orten häufig. Jedoch werden z. B. in Ägypten jährlich Tausende Tiere gefangen und für terraristische Zwecke exportiert.

## Unterarten
- Tarentola fascicularis fascicularis  (Daudin, 1802)
- Tarentola fascicularis wolfgangi Joger & Bshaenia, 2010

Die Unterart T.f.wolfgangi bewohnt Mitteltunesien, während die Nominatform im restlichen Areal lebt.